# Phân đoạn thi công bê tông
Phân đoạn thi công bê tông còn gọi là phân khu thi công bê tông là phân chia mặt bằng thi công bê tông cốt thép toàn khối thành từng khu vực thi công, sao cho tổ đội công nhân chuyên môn làm việc một cách độc lập trong một ca làm việc. Phân đoạn thi công bê tông chính là khoang đổ bê tông trong một ca làm việc.

## Điều kiện để phân đoạn thi công sàn sườn bê tông cốt thép toàn khối
Điều kiện kỹ thuật để phân chia phân đoạn thi công sàn sườn bê tông cốt thép toàn khối, (lần lượt theo độ quan trọng):
- Kích thước của phân khu bê tông phải đảm bảo cho việc đúc bê tông trong phân khu được liên tục, đảm bảo tính toàn khối của kết cấu, phù hợp với năng lực của máy móc và nhân lực thi công.
- Tổng khối lượng công tác bê tông trong một phân khu phải phù hợp với năng lực thi công của máy móc và nhân lực, làm việc trong một ngày hoặc trong một ca làm việc.
- Vị trí mạch ngừng giữa các phân đoạn thi công phải đảm bảo bố trí đúng quy phạm thi công (TCVN 4453:1995), tránh những chỗ chịu lực xung yếu của kết cấu sàn sườn bê tông toàn khối.
- Tổng khối lượng bê tông của các phân khu có độ chênh lệch không quá 25%, đảm bảo năng lực thi công của máy móc và nhân lực ổn định.
- Số lượng phân khu phải là tối thiểu, để giảm tối đa số lượng mạch ngừng-nơi kết cấu bê tông toàn khối bị giảm yếu.
- Chiều dài của mạch ngừng phải bố trí ngắn nhất, độ gấp khúc của mạch ngừng là nhỏ nhất.
- Hình dạng của các phân đoạn phải đảm bảo ổn định trong giai đoạn thi công, ngay cả khi phân đoạn còn đứng riêng lẻ.